# Даягонал (Айова)
Даягонал (англ. Diagonal) — місто (англ. city) в США, в окрузі Рінгголд штату Айова. Населення — 344 особи (2020).

## Географія
Даягонал розташований за координатами 40°48′39″ пн. ш. 94°20′31″ зх. д. / 40.81083° пн. ш. 94.34194° зх. д. (40.810899, -94.341853).  За даними Бюро перепису населення США в 2010 році місто мало площу 2,35 км², з яких 2,34 км² — суходіл та 0,00 км² — водойми.

## Демографія
Згідно з переписом 2010 року, у місті мешкало 330 осіб у 119 домогосподарствах у складі 71 родини. Густота населення становила 141 особа/км².  Було 145 помешкань (62/км²).
Расовий склад населення:
| - 97,9 % — білих - 1,8 % — корінних американців - 0,3 % — чорних або афроамериканців |

До двох чи більше рас належало 0,0 %. Частка іспаномовних становила 0,0 % від усіх жителів.
За віковим діапазоном населення розподілялося таким чином: 15,8 % — особи молодші 18 років, 48,1 % — особи у віці 18—64 років, 36,1 % — особи у віці 65 років та старші. Медіана віку мешканця становила 52,8 року. На 100 осіб жіночої статі у місті припадало 82,3 чоловіків;  на 100 жінок у віці від 18 років та старших — 82,9 чоловіків також старших 18 років.
Середній дохід на одне домашнє господарство  становив 48 973 долари США (медіана — 37 222), а середній дохід на одну сім'ю — 66 664 долари (медіана — 62 500). За межею бідності перебувало 15,5 % осіб, у тому числі 34,4 % дітей у віці до 18 років та 7,4 % осіб у віці 65 років та старших.
Цивільне працевлаштоване населення становило 124 особи. Основні галузі зайнятості: освіта, охорона здоров'я та соціальна допомога — 22,6 %, виробництво — 16,9 %, роздрібна торгівля — 14,5 %.